# Valentín Cortés
Valentín Cortés Cabanillas (Llerena, 1957) es un político diputado en la asamblea de Extremadura.

## Biografía
Nacido en Llerena, es funcionario en excedencia por servicios especiales del Servicio Extremeño de Salud, ha sido Director de Gestión de los Hospitales de Llerena, Mérida e Infanta Cristina de Badajoz. Miembro del PSOE, entró en política al trabajar como jefe de gabinete de la consejería de Presidencia y Trabajo, y más tarde de Economía y Hacienda de la  Junta de Extremadura. En las elecciones municipales de 1999 es elegido alcalde de Llerena, cargo que revalida con mayoría absoluta en las elecciones municipales de 2003, 2007, 2011 y 2015
En junio de 2007 es elegido presidente de la Diputación Provincial de Badajoz, cargo que desempeña durante toda la legislatura, compaginándolo con la alcaldía de Llerena. En junio de 2011 es reelegido para un segundo mandato. Por una regla no escrita, no puede ser por tercera vez Presidente pero pasa a Diputado hasta que es designado Senador por Extremadura, dimitiendo de su cargo de Diputado Provincial.

## Cargos desempeñados
- Alcalde de Llerena (Desde 1999).
- Presidente de la Diputación Provincial de Badajoz (Desde 2007).